# Veliki dijabolo
Veliki Dijabolo je 11. epizoda strip serijala Dilan Dog. Objavljena je u bivšoj Jugoslaviji kao specijalno izdanje Zlatne serije u izdanju Dnevnika iz Novog Sada u junu 1988. godine. Koštala je 770 dinara (0,37 $; 0,65 DEM). Imala je 94 strane.

## Originalna epizoda
Naslov originalne epizode glasi Diabolo il grande. Objavljena je premijerno u Italiji 01.08.1987. Epizodu je napisao Ticiano Sklavi, a nacrtao Luka Deluomo. Naslovnicu je nacrtao Klaudio Vilja.

## Kratak sadržaj
Karijera Velikog Dijabola, mađioničara-iluzioniste čija je najatraktivnija tačka odsecanje glave ženama, ne ide dobro. Posle fijaska na poslednjoj predstavi u Big Springsu (Teksas) posećuje ga stari znanac Erik, koji za sve optužuje njegovu saradnicu Korintu, tvrdeći da je njen plan da ga pretvori u slugu. Erik mu predlaže mu da je se otarasi, ali tako što će mu on u tome pomoći.
Tri godine kasnaije, Dilan i njegova devojka Vivijen žure na predstavu Velikog Dijabola u Londonu. Vivijen pristaje da učestvuje kao nasumično izabrani volonter u Dijabolovoj tački odsecanja glave, ali predstava se zamalo pretvara u tragediju. Dijabolo uzima pravu sekiru i zamalo Vivijen zaista odseče glavu. Zbog ovoga Dijabolo gubi angažman u pozorištu, nakon čega ga ponovo poseti njegov prijatelj Erik. On mu objašnjava da Vivijen previše liči na Korinu, ond. da se Korina vratila u telu Vivijen da mu se osveti. Erik predlaže Dijabolku da ubije Vivijen.

### Značaj epizode
Epizoda razrađuje temu Đavolovog advokata i Edipovog kompleksa. Erik ne postoji, a njegovi susreti i razgovori s Dijabolom su samo plod Dijabolove mašte. Kada je Dijabolova majka umrla, njegova mašta dodelila je Eriku funkciju majke koja ga čuva od "zlih žena koje žele da ga iskoriste". Erik ga svaki put upozorava da je žena izvor svih njegovih problema.

## Prethodna i naredna epizoda
Prethodna epizoda nosi naslov Iza ogledala (br. 10), a naredna Emet (br. 12).